# Callimedusa
Callimedusa ist eine Gattung in der Unterfamilie der Greiffrösche (Phyllomedusinae), die zu den Laubfröschen gehört. Sie umfasst sechs Arten, die in den Nebel- und Regenwäldern Südamerikas vom Ostabhang der Anden bis ins obere Amazonasbecken vorkommt.

## Beschreibung
Die Arten der Gattung Callimedusa können ihre ersten Zehen nicht den restlichen gegenüberstellen wie die meisten anderen Greiffrösche. Dadurch können sie nicht so gut an dünnen Pflanzenteilen hochklettern wie diese. Die ersten Zehen sind etwas länger als die zweiten.
Ihre Körperform wirkt für Froschlurche ungewöhnlich kantig. Die Gattung umfasst kleine bis mittelgroße Arten. Die kleinste Art ist Callimedusa atelopoides. Sie erreicht eine Kopf-Rumpf-Länge von bis zu 44 Millimetern. Die größte Art, Callimedusa tomopterna, wird 62 Millimeter lang.

## Verbreitung
Die vier Arten Callimedusa baltea, Callimedusa duellmani, Callimedusa ecuatoriana und Callimedusa perinesos, die einander sehr ähnlich sehen und auch nahe miteinander verwandt sind, leben in den Nebelwäldern an den Abhängen der Anden, die dem Amazonasbecken zugewandt sind. Ihre Verbreitungsgebiete in Ecuador und Peru überschneiden sich nicht. Es wird angenommen, dass die geographische Isolation ein wesentlicher Faktor für die Artbildung ist.
Ihnen steht die rein terrestrisch lebende Art Callimedusa atelopoides gegenüber, die im oberen Amazonasbecken vorkommt. Sicher ist diese Art in Peru in den Regionen Loreto und Madre de Dios sowie in Brasilien in den Bundesstaaten Acre und Amazonas und in Bolivien im Department Beni nachgewiesen. Da das Verbreitungsgebiet nahe an die Grenzen Kolumbiens und Ecuadors heran reicht, wird angenommen, dass Callimedusa atelopoides auch in den entsprechenden Lebensräumen des Grenzgebiets gefunden werden könnte.
Schwestertaxon aller anderen Callimedusa-Arten ist die farbenprächtige Art Callimedusa tomopterna. Sie ist im brasilianischen Amazonasbecken weit verbreitet, bis nach Kolumbien, Ecuador, Peru, und Bolivien. Ihr Vorkommen reicht im Norden bis in die guyanischen Regionen vom südöstlichen Venezuela bis Französisch-Guayana. Trotz des großen Verbreitungsgebiets überschneidet sich das Vorkommen mit jenem der in den Anden beheimateten Arten kaum.

## Systematik
Die Gattung wurde im Jahr 2016 nach molekularbiologischen Studien aus der Gattung der Makifrösche (Phyllomedusa) ausgegliedert. Die phylogenetische Verwandtschaft der sechs Arten der Gruppe wurde durch die Studien bestätigt. Die Bezeichnung der neuen Gattung wurde aus dem griechischen Wort kalos (schön) und dem Namen der mythologischen Figur Medusa zusammengesetzt. Medusa wird von Herpetologen oft zur Benennung von Gattungen und Arten herangezogen.

## Arten
Derzeit umfasst die Gattung sechs Arten:
Stand: 3. Juni 2017
- Callimedusa atelopoides (Duellman, Cadle & Cannatella, 1988)
- Callimedusa baltea (Duellman & Toft, 1979)
- Callimedusa duellmani (Cannatella, 1982)
- Callimedusa ecuatoriana (Cannatella, 1982)
- Callimedusa perinesos (Duellman, 1973)
- Callimedusa tomopterna (Cope, 1868)